# Tōru Sano
Tōru Sano (jap. 佐野 達 Sano Tōru; ur. 15 listopada 1963) – japoński piłkarz, reprezentant kraju.

## Kariera klubowa
Od 1986 do 1992 roku występował w klubie Yokohama Marinos.

## Kariera reprezentacyjna
W reprezentacji Japonii zadebiutował w 1988. W reprezentacji Japonii występował w latach 1988-1990. W sumie w reprezentacji wystąpił w 9 spotkaniach.

## Statystyki
| Reprezentacja Japonii | Reprezentacja Japonii | Reprezentacja Japonii |
| Rok                   | Mecze                 | Gole                  |
| --------------------- | --------------------- | --------------------- |
| 1988                  | 5                     | 0                     |
| 1989                  | 1                     | 0                     |
| 1990                  | 3                     | 0                     |
| Razem                 | 9                     | 0                     |